# Josefine Frida Pettersen
Josefine Frida Pettersen (ur. 18 maja 1996 w Sigdal) – norweska aktorka filmowa, teatralna i telewizyjna. Najbardziej znana z roli Noory w telewizyjnym serialu Wstyd. 
Zadebiutowała w telewizyjnym debiucie w serialu TVNorge Następne lato, ale zdobyła sławę za rolę Noory Amalie Sætre w serialu SKAM, która została nominowana do nagrody Gullruten 2016 w kategorii Publikumsprisen.

## Filmografia

### Telewizja
| Rok     | Tytuł         | Rola                   |
| ------- | ------------- | ---------------------- |
| 2014-15 | Następne lato | córka przewodniczącego |
| 2015-17 | Wstyd (Skam)  | Noora Amalie Sætre     |

### Teatr
| Rok  | Tytuł                           | Rola     |
| ---- | ------------------------------- | -------- |
| 2017 | Robin Hood - Rai Rai i Sherwood | Samantha |